# 圣日耳曼德佩广场

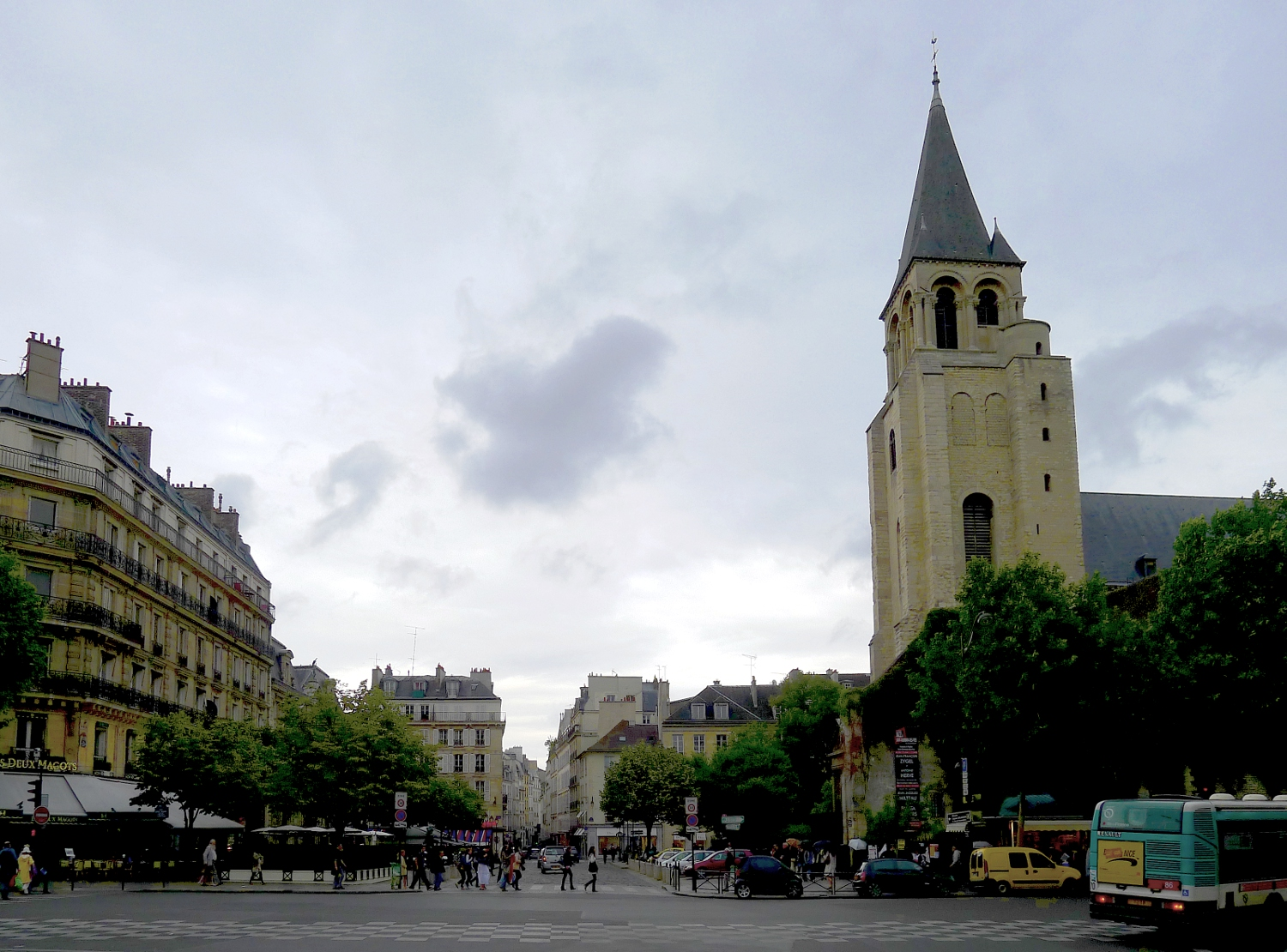

圣日耳曼德佩广场（Place Saint-Germain-des-Prés）是巴黎第六区的一个广场。长60米，宽38米。位于波拿巴路（rue Bonaparte），与南侧的圣日耳曼大道、北侧的修道院路（rue de l’Abbaye）及纪尧姆·阿波利奈尔路（Rue Guillaume-Apollinaire）交汇处。

## 名称
圣日耳曼德佩广场得名于圣日耳曼德佩修道院（3号）。

## 历史
原来，广场只是圣日耳曼德佩修道院教堂前的一个长方形庭院。
广场是在1866年7月28日的法令，决定延伸雷恩路（rue de Rennes），以及开辟圣日耳曼大道之后出现的。
2000年，在圣日耳曼德佩广场与圣日耳曼大道、雷恩路交汇处开辟了让-保罗·萨特-西蒙·波娃广场。

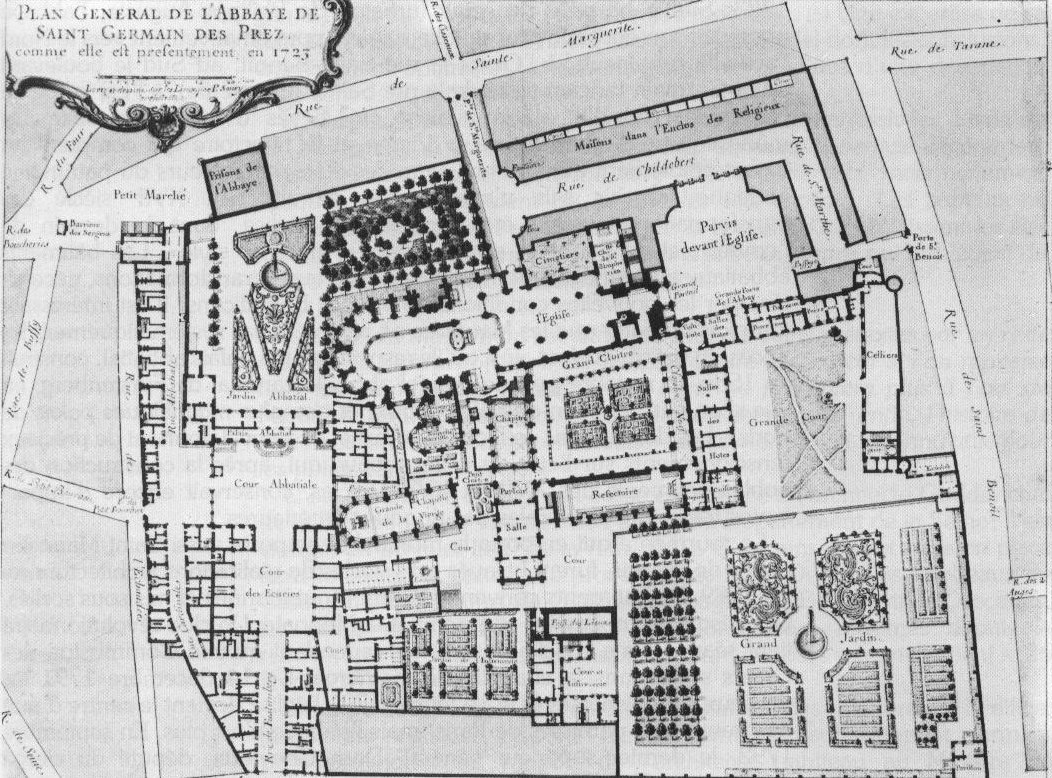
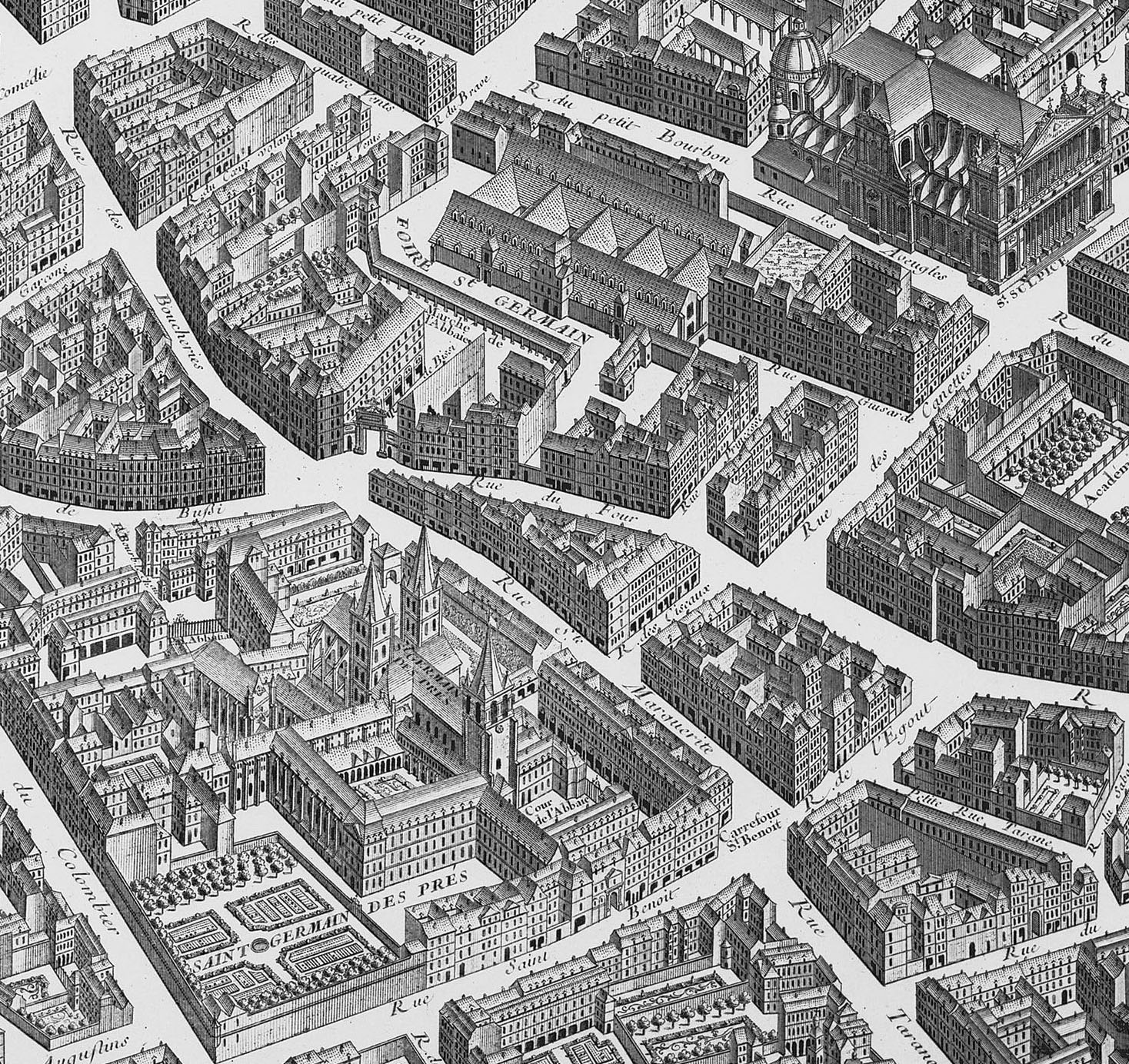
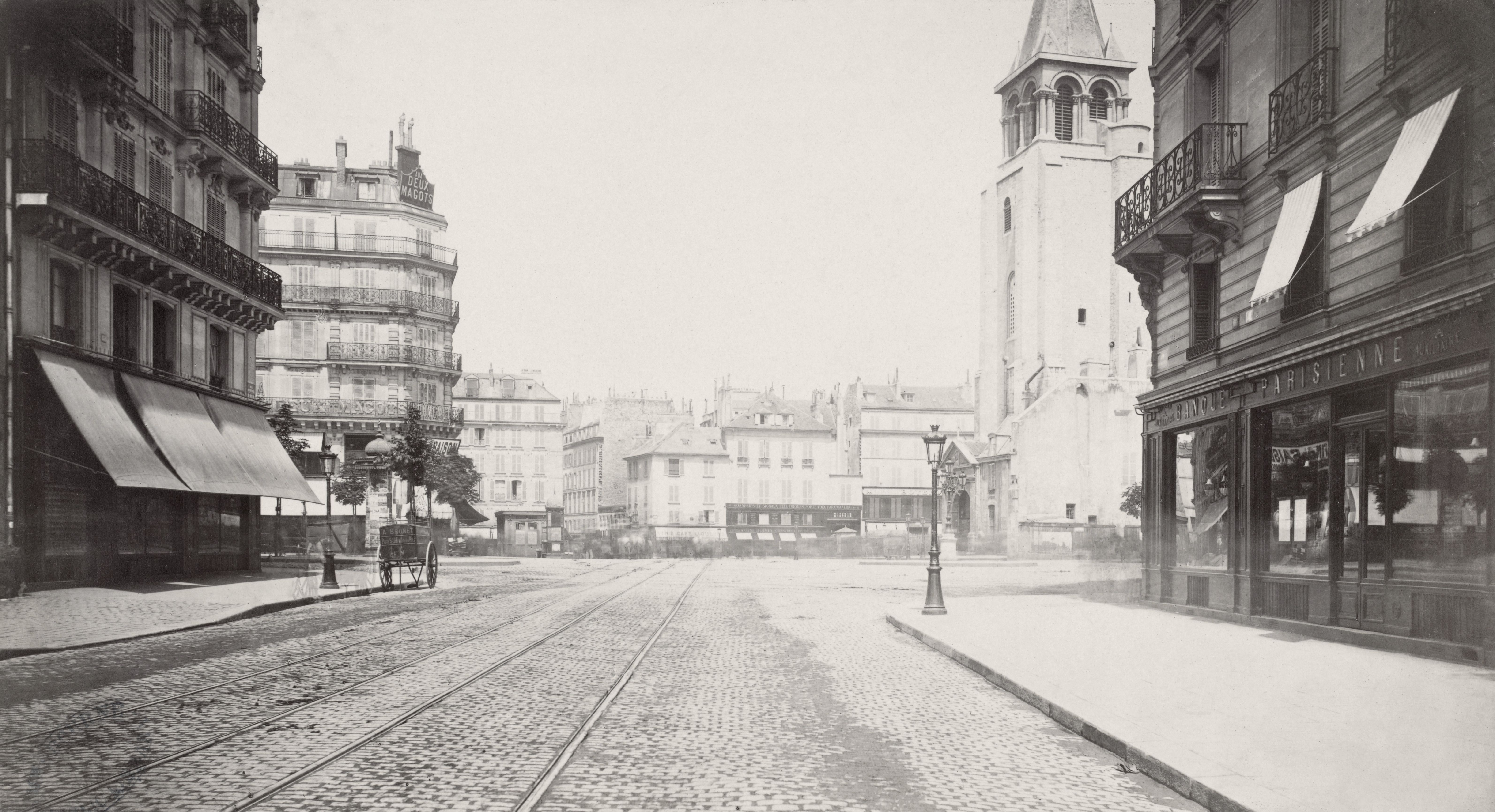

## 建筑
- 广场西边是双叟咖啡馆（Les Deux Magots）和圣日耳曼德佩电影院（Le Saint-Germain-des-Prés），东边是圣日耳曼德佩修道院和洛朗-普拉什广场（square Laurent-Prache）。La Hune书店画廊位于后者对面的修道院路16号。
- 4号：国家工业激励协会（Société d'encouragement pour l'industrie nationale）和餐厅。
- 广场上装饰着奥西普·扎德金（Ossip Zadkine）的雕像普罗米丘斯（Le Prométhée，1956年）。

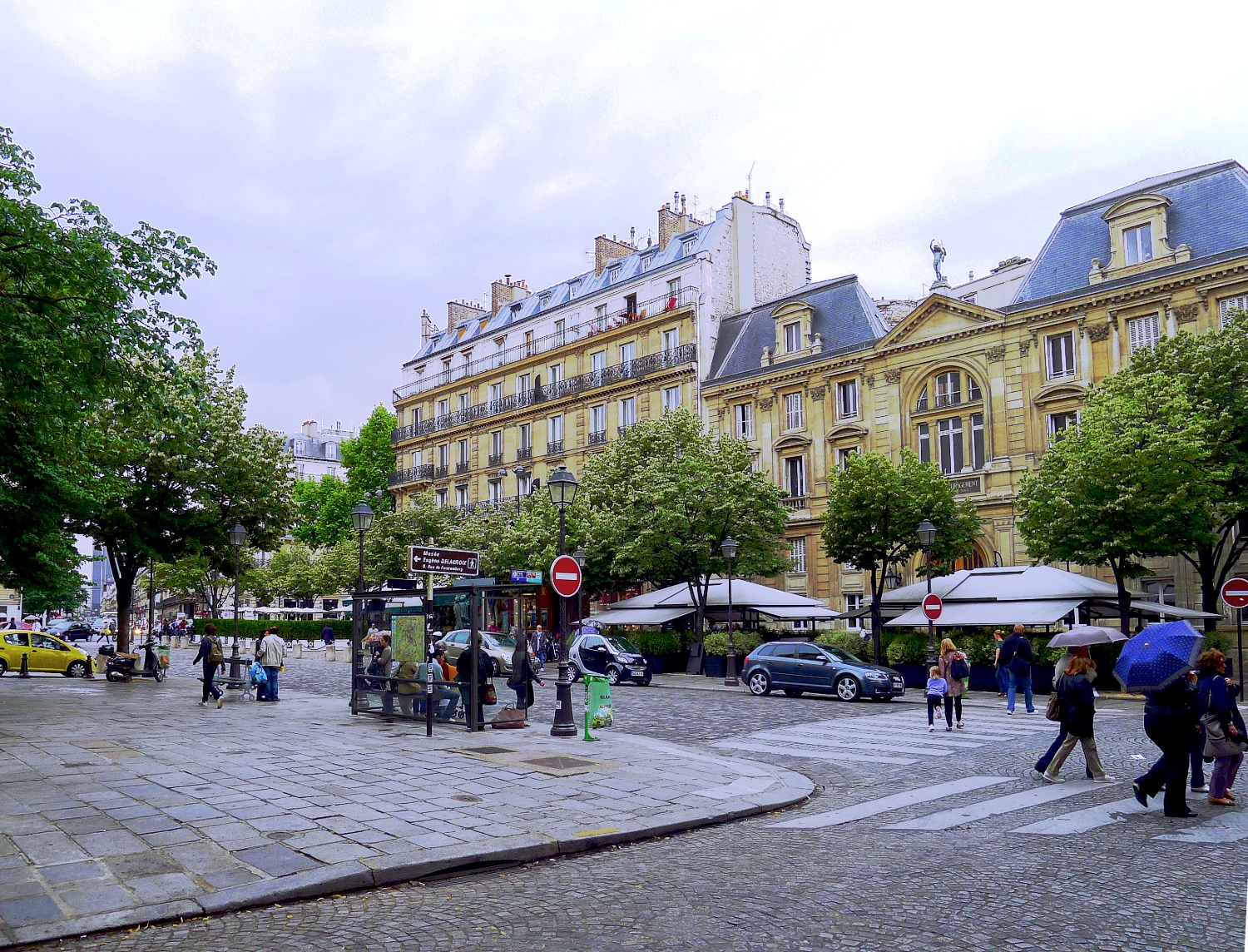
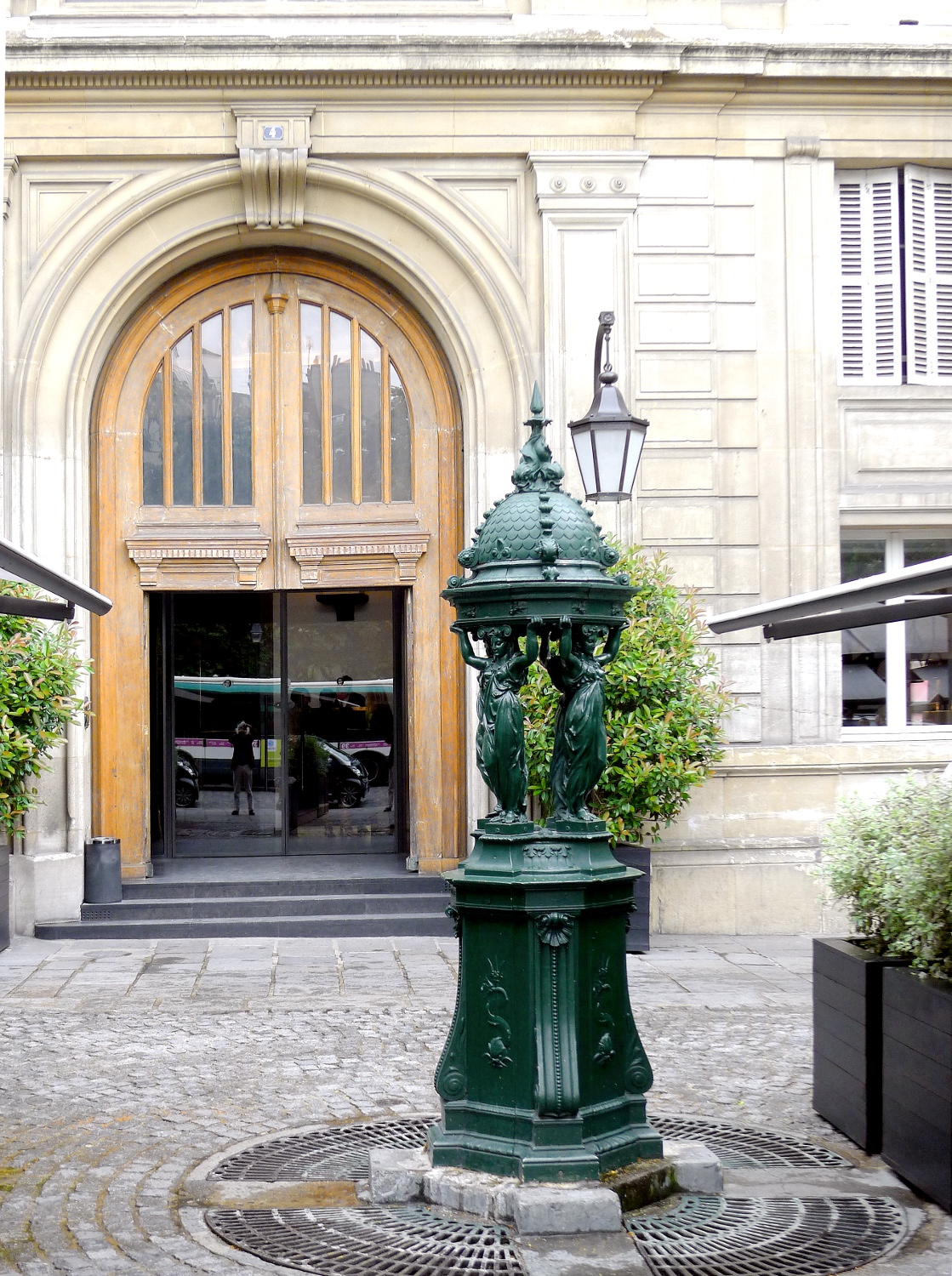
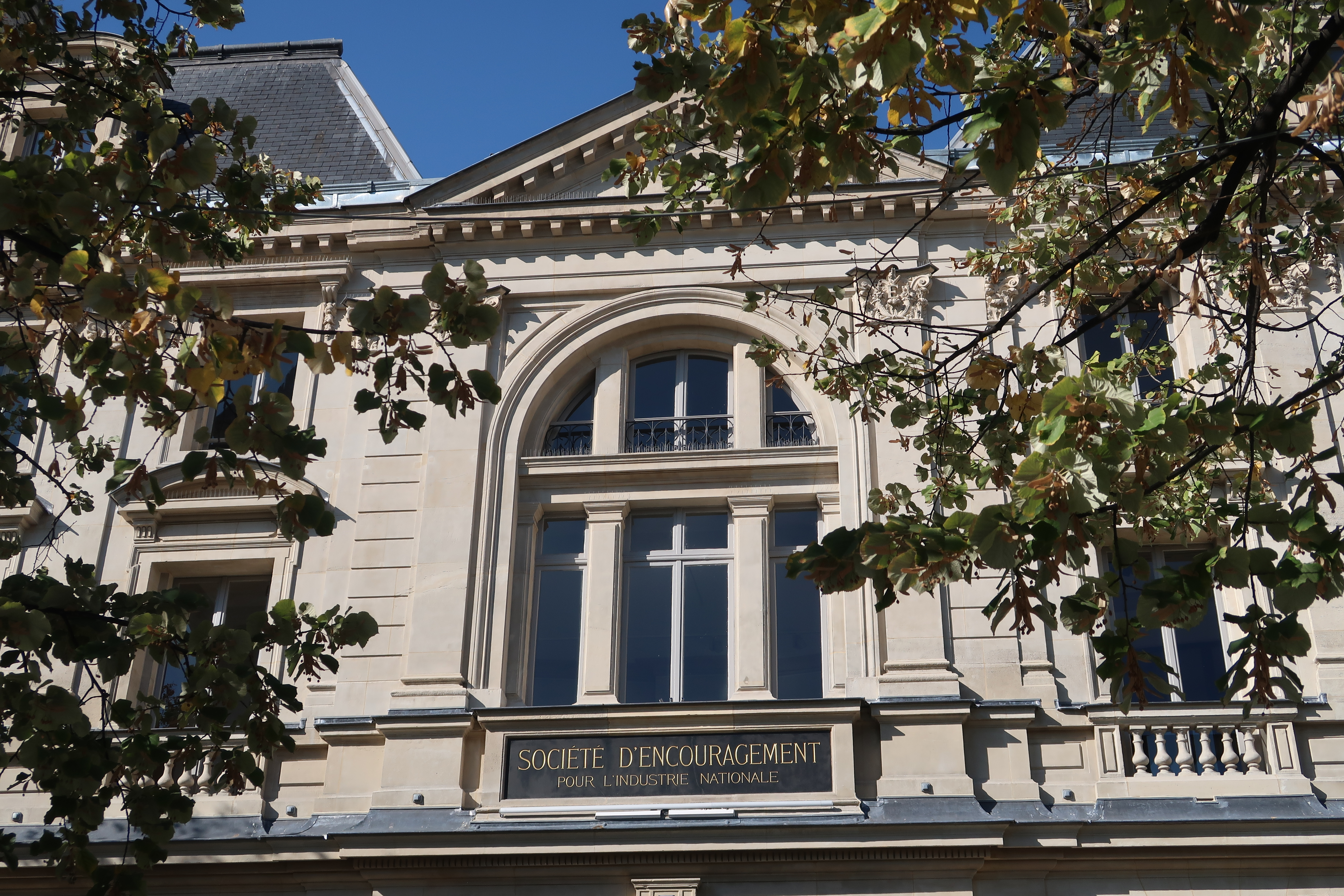
4号